# Dolichopoda palpata
Dolichopoda palpata är en insektsart som först beskrevs av Sulzer 1776.  Dolichopoda palpata ingår i släktet Dolichopoda och familjen grottvårtbitare.

## Underarter
Arten delas in i följande underarter:
- D. p. palpata
- D. p. etrusca

## Bildgalleri

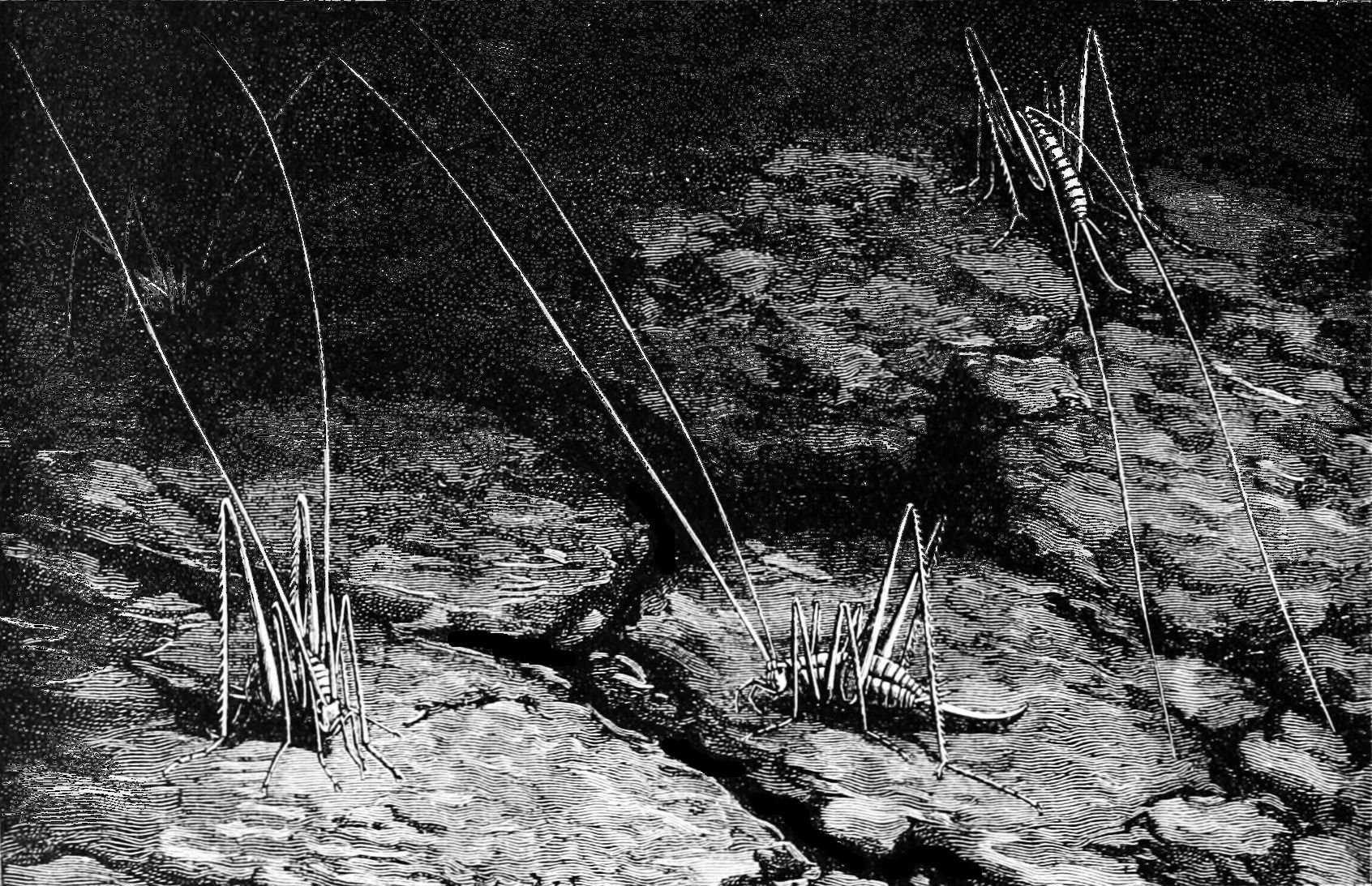